# Knut Perno
Knut Fredrik Perno, före 1912 Petersson, född 11 december 1873 i Hedvig Eleonora församling, Stockholm, död 12 juli 1939 i Nacka, var en svensk arkitekt.
Perno studerade 1892–1896 vid Kungliga Tekniska Högskolan och fortsatte därefter 1896–1899 studierna vid Kungliga Akademien för de fria konsterna.
Han bedrev egen verksamhet från 1896. Mellan 1905 och 1938 hade Perno anställning vid Stockholms stadsbyggnadskontor. 
Han var engagerad i AB Saltsjö-Duvnäs Villatomter och själv bosatt i området där han fått en väg uppkallad efter sig.

## Verk i urval
- Ingenjör Lupperts villa, 1903, Svartviksringen 20, Saltsjöbaden
- Fleminggatan 23, 25, Stockholm 1906–1907.
- Villa Florman, hovfotograf Ernest Flormans villa, Herrgårdsbacken 5, Saltsjö-Duvnäs 1907[3]
- Nyhem, Gustavsberg, 1909[4]
- Fiskargatan 9, Stockholm 1907–1908. (Huset väckte en livlig stadsplanedebatt då det från vissa håll skymde Katarina kyrka)[5]
- Tyrgatan 8, 1909
- Villa, Herdevägen 6, Saltsjö-Duvnäs 1910[3]
- Hilding Nymans ateljé och villa, Kristinavägen 28, Saltsjö-Duvnäs, 1911[6]
- Svanen 5 & 6, Klarabergsgatan 58 & 56 (rivna)[7][8]
- Arbetarbostäder i kvarteret Jakten, Hjorthagen, 1913–14[9]
- Kv Eolus 2 och 5, Villastaden 8:2, Branta gränd 3 i Gävle 1916.
- Åhlén & Åkerlunds tryckeri, Rådmansgatan 49, Stockholm 1928.
- KSSS klubbpaviljong, Biskopsudden, Stockholm, 1930
- Villa Åkerlund, 1932 (numera amerikanske ambassadörens residens)

## Bilder

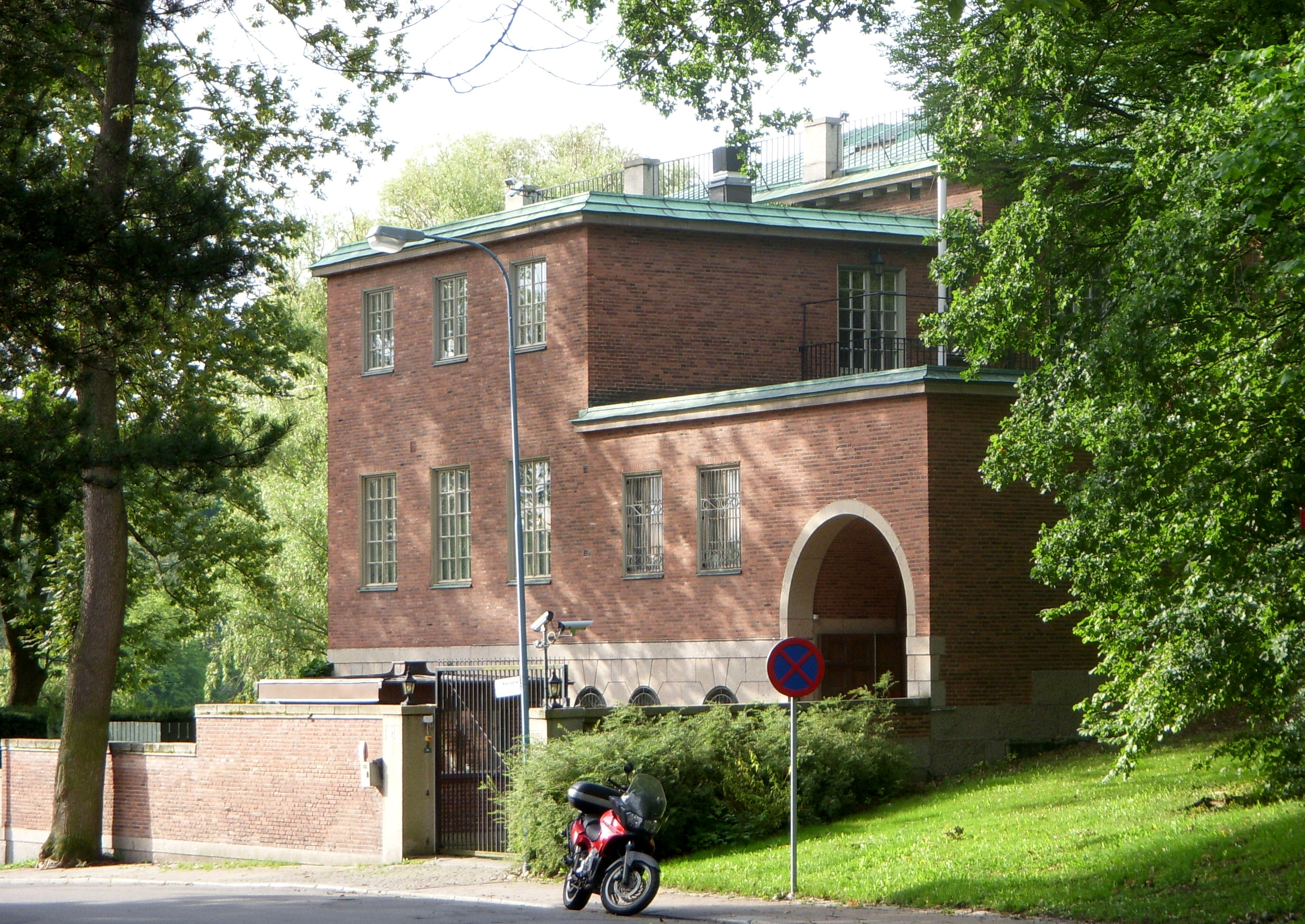
Villa Åkerlund.
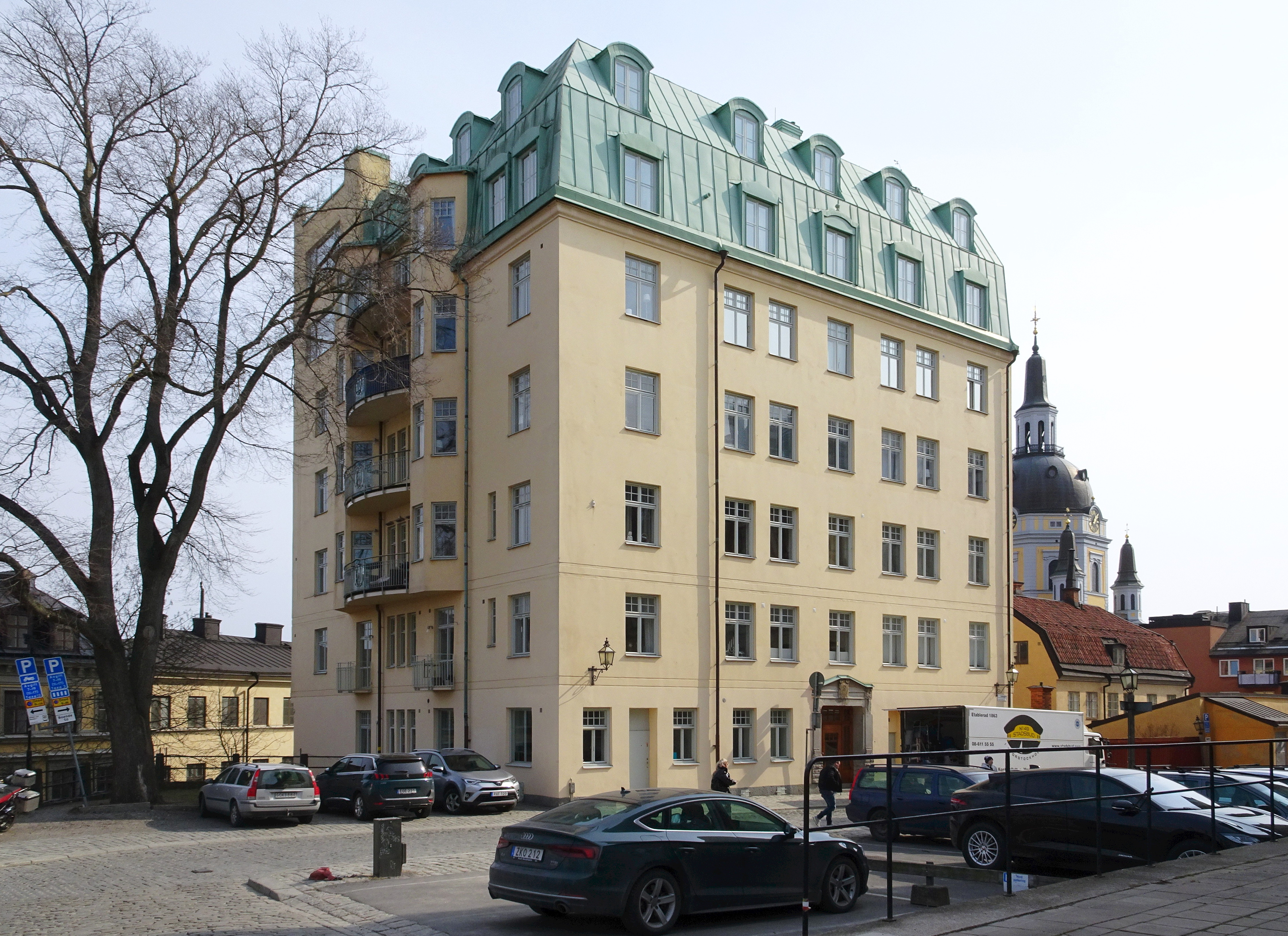
Fiskargatan 9 "Skandalhuset".
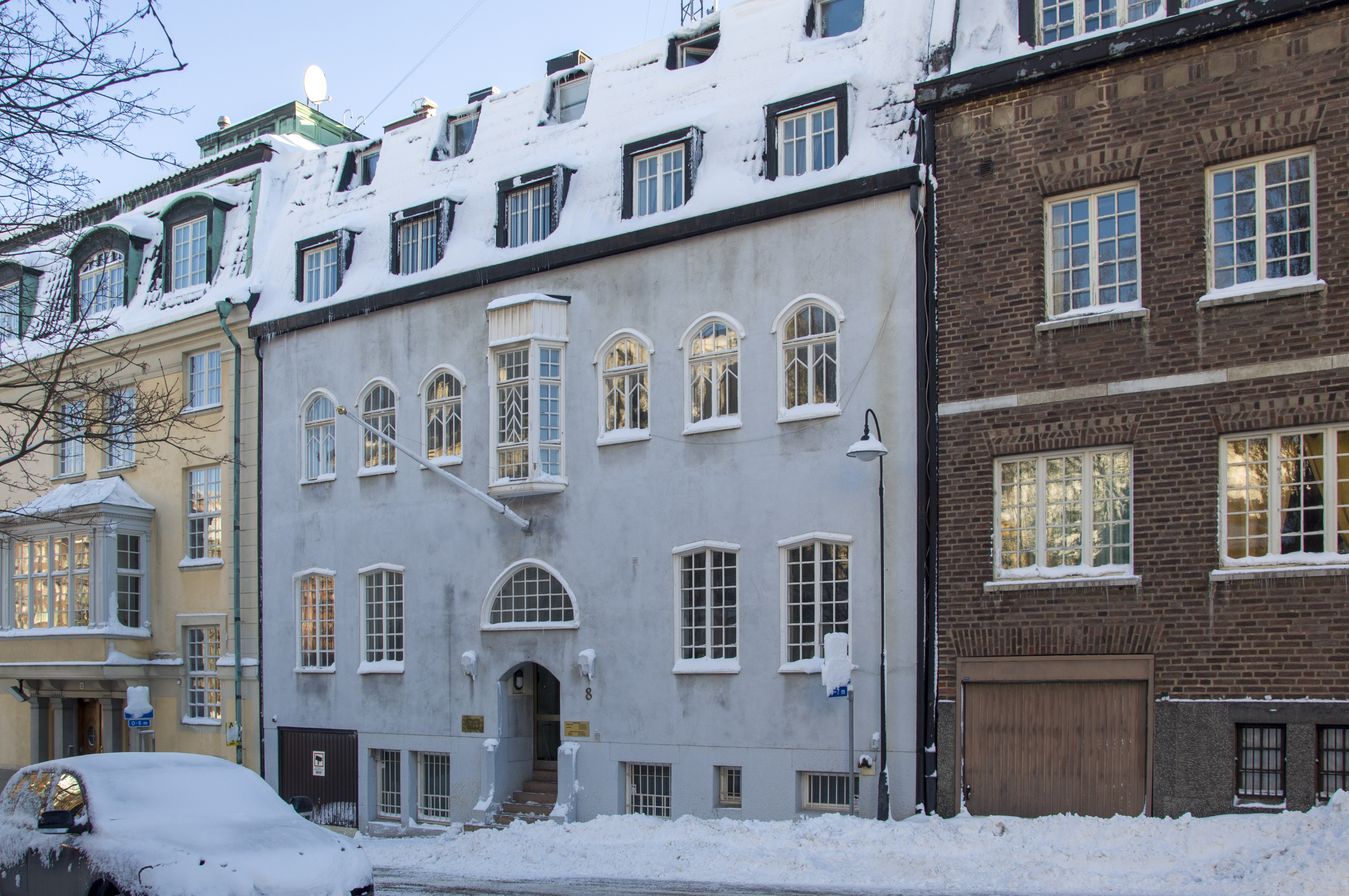
Tyrgatan 8.
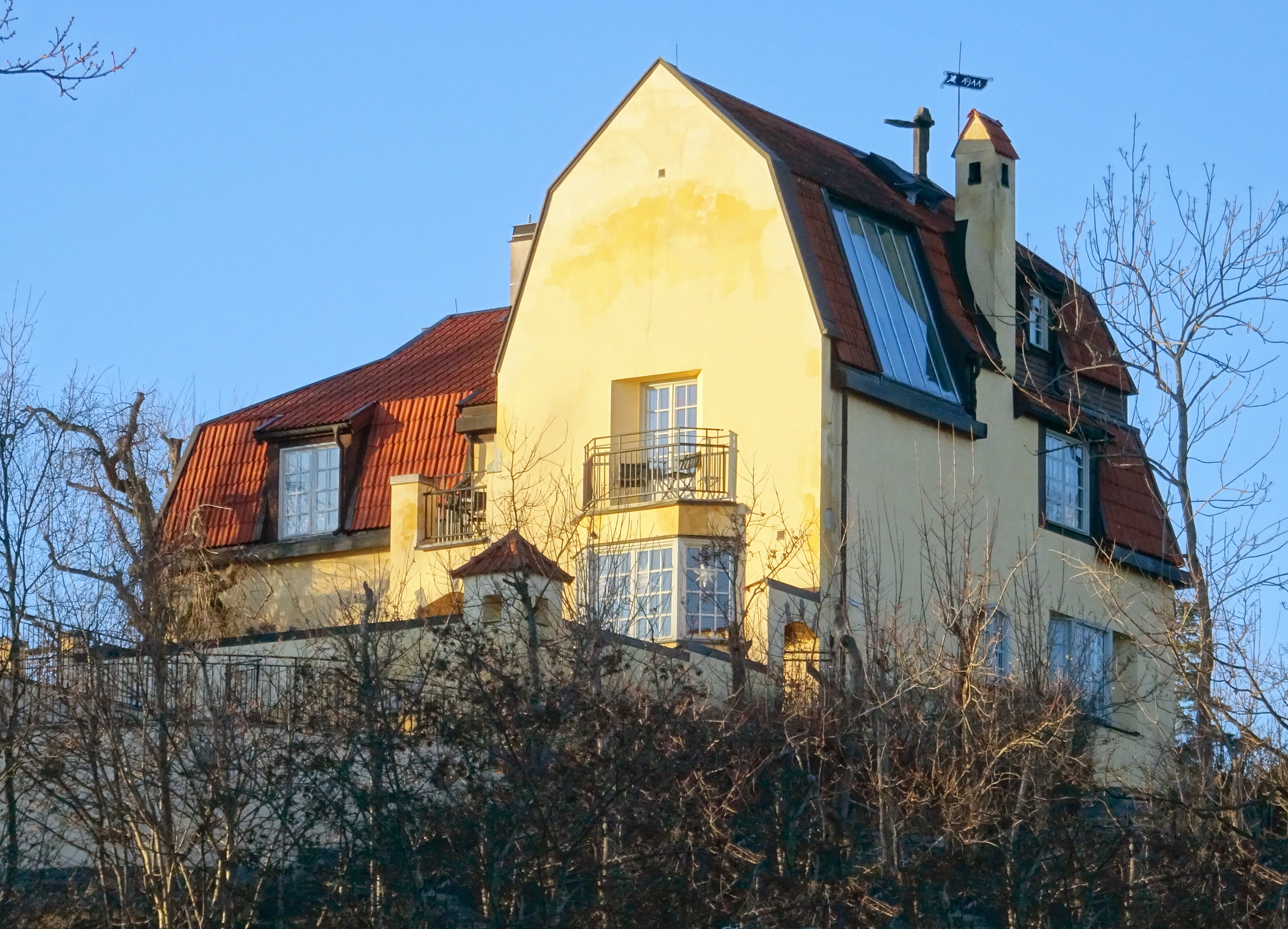
Hilding Nymans ateljé, Saltsjö-Duvnäs.
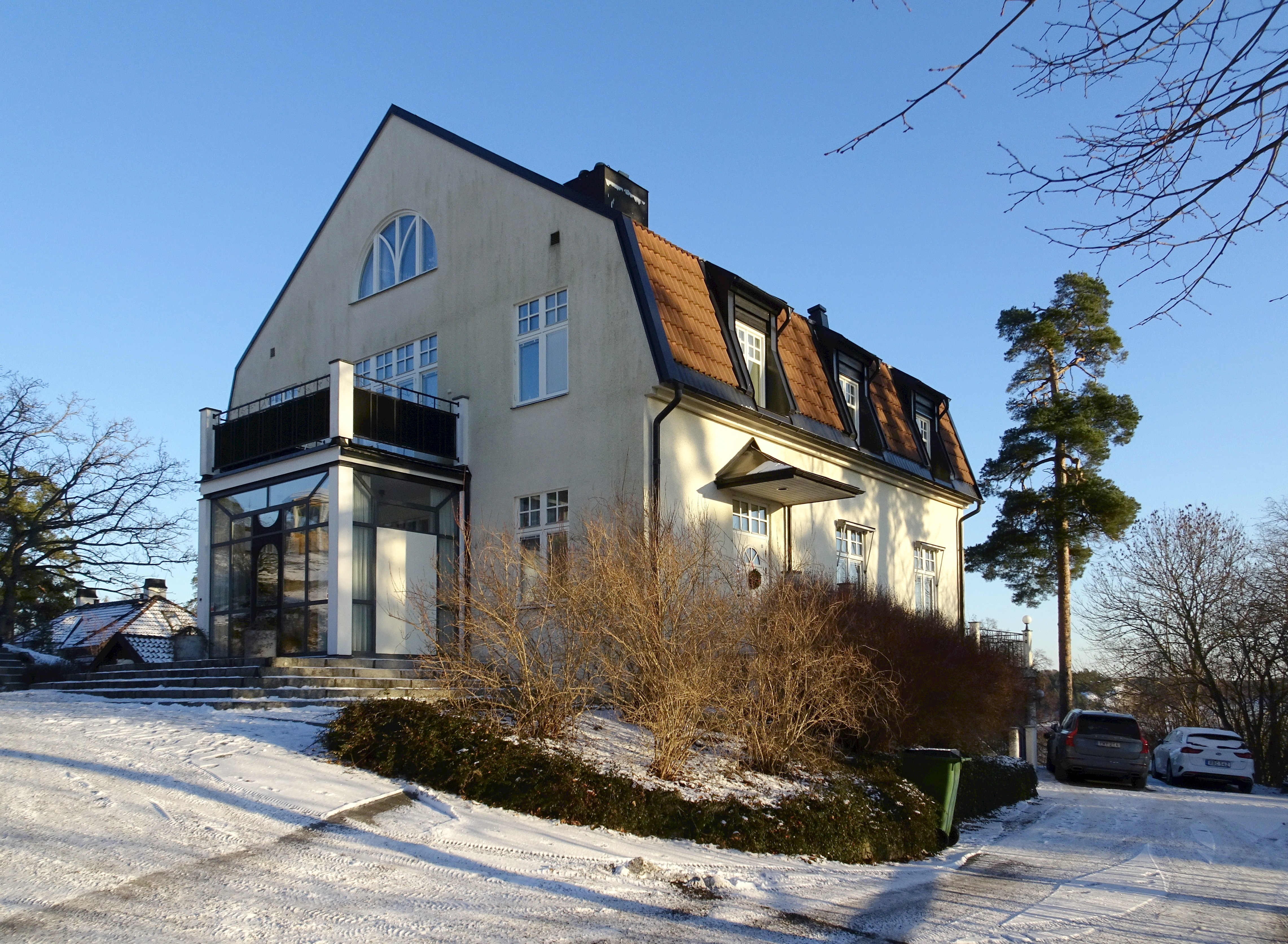
Villa Florman, Saltsjö-Duvnäs.

## Källor

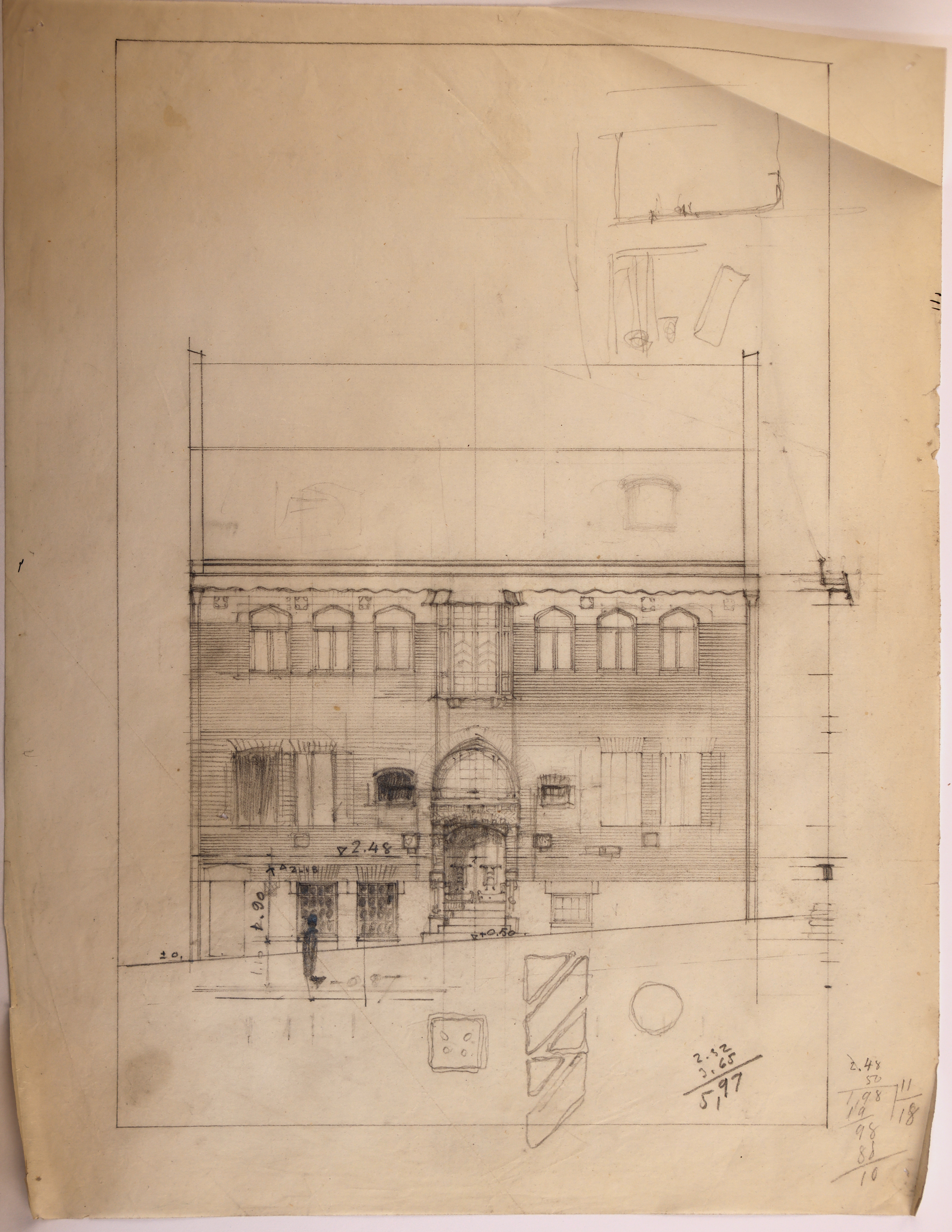
Pernos fasadstudie för stadsvillan Trädlärkan 4.